# 鳥取県道226号国安桂木線
鳥取県道226号国安桂木線（とっとりけんどう226ごう くにやすかつらぎせん）は、鳥取県鳥取市を通る一般県道である。

## 概要
鳥取市国安から鳥取市桂木に至る。

### 路線データ
- 起点：鳥取県鳥取市国安（源太橋交差点、国道53号交点、鳥取県道227号猪子国安線終点）
- 終点：鳥取県鳥取市桂木（津ノ井交差点、鳥取県道323号若葉台東町線交点）
- 総延長：3.3 km

## 歴史
- 1995年（平成7年）3月28日 - 鳥取県告示第275号により鳥取県道226号国安桂木線として認定される[1]。

前身は鳥取県道226号八坂正蓮寺線（鳥取県告示第276号により廃止。現在の鳥取県道293号鳥取郡家線・本路線・鳥取市道2016436号古郡家蔵田線・鳥取県道292号八坂鳥取停車場線・鳥取市道2013657号八坂3号線にあたる）。

## 路線状況

### 道路施設

#### 橋梁
- 長隈橋（清水川、鳥取市）

## 地理

### 通過する自治体
- 鳥取県
  - 鳥取市

### 交差する道路
| 交差する道路                                                                         | 交差する場所 | 交差する場所        |
| ------------------------------------------------------------------------------------ | ------------ | ------------------- |
| 国道53号 国道373号 重複 鳥取県道227号猪子国安線 鳥取県道500号鳥取河原自転車道線 重複 | 国安         | 源太橋交差点 / 起点 |
| 鳥取県道292号八坂鳥取停車場線                                                        | 蔵田         | 蔵田交差点          |
| 鳥取県道293号鳥取郡家線                                                              | 久末         | 念佛橋東詰交差点    |
| 国道29号                                                                             | 南栄町       | 南栄町交差点        |
| 鳥取広域農道 / 鳥取市道2016648号広岡南栄線                                           | 南栄町       |                     |
| 鳥取県道323号若葉台東町線 鳥取広域農道 / 鳥取市道2010136号久末生山線 重複            | 桂木         | 津ノ井交差点 / 終点 |

### 交差する鉄道
- 因美線

### 沿線
- 千代川
- 鳥取市立米里小学校
- 鳥取市立津ノ井小学校
- JR西日本因美線 津ノ井駅（終点付近）